# Реттенберг
Реттенберг (нім. Rettenberg) — громада в Німеччині, знаходиться в землі Баварія. Підпорядковується адміністративному округу Швабія. Входить до складу району Оберальгой.
Площа — 60,08 км2. Населення становить 4523 ос. (станом на 31 грудня 2020).